# العلاقات الفنلندية النيوزيلندية
العلاقات الفنلندية النيوزيلندية هي العلاقات الثنائية التي تجمع بين فنلندا ونيوزيلندا.

## مقارنة بين البلدين
هذه مقارنة عامة ومرجعية للدولتين:
| وجه المقارنة                                              | فنلندا                                                                               | نيوزيلندا                                              |
| --------------------------------------------------------- | ------------------------------------------------------------------------------------ | ------------------------------------------------------ |
| المساحة (كم2)                                             | 338.42 ألف                                                                           | 268.02 ألف                                             |
| عدد السكان (نسمة)                                         | 5.52 مليون                                                                           | 4.24 مليون                                             |
| الكثافة السكانية (ن./كم²)                                 | 16.31                                                                                | 15.82                                                  |
| العاصمة                                                   | هلسنكي                                                                               | ويلينغتون، أوكلاند                                     |
| اللغة الرسمية                                             | اللغة الفنلندية، اللغة السويدية                                                      | لغة إنجليزية، اللغة الماورية، لغة الإشارة النيوزيلندية |
| العملة                                                    | يورو، ماركا فنلندية                                                                  | دولار نيوزيلندي، الجنيه النيوزيلندي                    |
| الناتج المحلي الإجمالي (بليون دولار)                      | 251.88 مليار                                                                         | 205.85 مليار                                           |
| الناتج المحلي الإجمالي (تعادل القوة الشرائية) بليون دولار | 231.84 مليار                                                                         |                                                        |
| الناتج المحلي الإجمالي الاسمي للفرد دولار أمريكي          | 42.31 ألف                                                                            |                                                        |
| الناتج المحلي الإجمالي للفرد دولار أمريكي                 | 40.68 ألف                                                                            |                                                        |
| مؤشر التنمية البشرية                                      | 0.883                                                                                | 0.914                                                  |
| رمز المكالمات الدولي                                      | +358                                                                                 | +64                                                    |
| رمز الإنترنت                                              | .fi                                                                                  | .nz                                                    |
| المنطقة الزمنية                                           | ت ع م+02:00، ت ع م+03:00، أوروبا/هلسنكي ‏، توقيت شرق أوروبا، توقيت شرق أوروبا الصيفي ‏ | ت ع م+13:00، ت ع م+12:00                               |

## منظمات دولية مشتركة
يشترك البلدان في عضوية مجموعة من المنظمات الدولية، منها:
| علم المنظمة | اسم المنظمة                               | تاريخ انضمام فنلندا | تاريخ انضمام نيوزيلندا |
| ----------- | ----------------------------------------- | ------------------- | ---------------------- |
|             | بنك التنمية الآسيوي                       | 1966                | 1966                   |
|             | وكالة ضمان الاستثمار متعدد الأطراف        | 28 ديسمبر 1988      | 22 أبريل 2008          |
|             | منظمة التعاون الاقتصادي والتنمية          | 1969                | ?                      |
|             | الأمم المتحدة                             | 14 ديسمبر 1955      | 24 أكتوبر 1945         |
|             | الوكالة الدولية للطاقة                    | ?                   | ?                      |
|             | الفريق المعني برصد الأرض                  | ?                   | ?                      |
|             | منظمة حظر الأسلحة الكيميائية              | ?                   | ?                      |
|             | منظمة التجارة العالمية                    | 1995                | ?                      |
|             | منظمة الشرطة الجنائية الدولية             | ?                   | ?                      |
|             | مؤسسة التنمية الدولية                     | 29 ديسمبر 1960      | 1 أكتوبر 1974          |
|             | نظام تحكم تكنولوجيا القذائف               | 1991                | 1991                   |
|             | يونسكو                                    | 10 أكتوبر 1956      | 4 نوفمبر 1946          |
|             | الاتحاد البريدي العالمي                   | ?                   | ?                      |
|             | البنك الدولي للإنشاء والتعمير             | 14 يناير 1948       | 31 أغسطس 1961          |
|             | المنظمة الهيدروغرافية الدولية             | ?                   | ?                      |
|             | الاتحاد الدولي للاتصالات                  | 1 سبتمبر 1920       | 3 يونيو 1878           |
|             | مؤسسة التمويل الدولية                     | 20 يوليو 1956       | 31 أغسطس 1961          |
|             | المركز الدولي لتسوية المنازعات الاستشارية | 8 فبراير 1969       | 2 مايو 1980            |
|             | مجموعة أستراليا                           | 1991                | 1985                   |
|             | مجموعة الموردين النوويين                  | ?                   | ?                      |

## وصلات خارجية
- موقع وزارة الخارجية الفنلندية
- موقع وزارة الخارجية النيوزيلندية